# Heaven (rumuński zespół muzyczny)
Heaven – rumuńska grupa muzyczna składająca się z trzech wokalistek Adina Postelnicu jej siostry Roxany Postelnicu i Aliana Roșca. Zespół założony został na początku 2005 roku w Vaslui, rozpoczął swoją działalność od wydania płyty „Pentru totdeauna”, który był hitem na listach przebojów w Rumunii. Debiutancki album O Parte Din Rai został wydany wiosną 2006 w Rumunii przez Cat Music. W 2008 roku odeszła Roxana Spoială którą zastąpiła Aliana Roșca.

## Historia

### 2005-2008: Początek i sukces komercyjny
Zespół założono 30 stycznia 2005 w Vaslui. Radu Groza pomógł grupie podpisać kontrakt z Cat Music na wydanie pierwszego singla „Pentru totdeauna”, który zajmował pierwsze miejsca na rumuńskich listach przebojów. Rok później zaczęli promować swój nowy przebój „Du-ma pe o stea”. Debiutancki album „O Parte Din Rai” został wydany przez Cat Music wiosną 2006 w Rumunii. Album zawiera dwa single wcześniejsze oraz kilka nowych utworów napisanych przez Gabriel Huiban. Jednocześnie Heaven zaczął promować nowy singiel „O Parte Din Rai” o tematyce wojskowej, teledysk kosztował 10 tys. dolarów. W 2006 roku zespół otrzymał nagrodę „Best New Act” od MTV Romania Music Awards. Na początku 2007 grupa Heaven współpracowała nad singlem „Let’s Dance” z amerykańską grupą pop No Mercy. Tego samego roku zespół otrzymał nagrodę za swoją stronę internetową od MTV Romania Music Awards. W roku 2008 z zespołu odeszła Roxana Spoială, aby rozpocząć solową karierę muzyczną, ponadto grupa Heaven rozstała się z Radu Garoza i wydawcą „Cat Music”. Jednocześnie promowany był singiel „Kiss Me”, który nie cieszył się dużym zainteresowaniem.

### Po 2009
Spoială ostatecznie została zastąpiona przez Aliane Roșca a grupa rozpoczęła współpracę ze znanym producentem rumuńskim Costi Ioniță. Pod koniec roku grupa zaczęła pracować nad albumem „So Lonely”. W 2010 wydali singiel „Sexy Girl” skomponowany przez Alexandru Pelini, Gabriel Huiban, Deaconu Dan Andrei i promowana przez Heaven Artist Company. Utwór dostał dobre recenzje tak od publiczności, jak i prasy, pojawił się także na maltańskich i cypryjskich listach przebojów, jak również greckich, hiszpańskich i angielskich. Wkrótce po tym sukcesie zespół rozpoczął tournée po krajach Morza Śródziemnego. W roku 2011 zespół wydał piosenki „Dynamite” oraz „Party”, które cieszyły się dużym powodzeniem. Rok 2012 zaowocował singlem „Sunshine”, który nakręcony został na Palma de Mallorca, oprócz tego wydany został singiel „Invelente – ma cu tine”.

## Dyskografia

### Albumy studyjne
- O Parte Din Rai (2006)
- So Lonely (2011)

### Single
- „Pentru totdeauna” (2005)
- „Du-mă pe o stea” (2005)
- „O Parte Din Rai” (2006)
- „Let’s Just Dance” feat. No Mercy (2007)
- „Kiss Me” (2008)
- „So Lonely” (2009)
- „Sexy Girl” feat. Glance (2010)
- „Dynamite” (2011)
- „Party” feat. Nonis (2011)
- „Sunshine” (2012)
- „Invelente – ma cu tine” (2012)
- „Viata – i frumoasa” (2013)
- „Good times” feat. Glance (2013)
- „Isteria” feat. Glance (2013)